# Alien³ (videogioco 1992)
Alien³ è un videogioco d'azione ispirato al film Alien³, pubblicato nel 1992 per Amiga, Commodore 64, Sega Mega Drive e Sega Master System, nonché nel 1993 per Nintendo Entertainment System e nel 1994 per Game Gear. Venne sviluppato e pubblicato da varie aziende che poi confluirono nella Acclaim Entertainment, autrici anche nel 1993 di un Alien³ per SNES e un Alien³ per Game Boy, ma si tratta di giochi piuttosto differenti.

## Trama
I presupposti sono gli stessi del film Alien³: Ellen Ripley è l'unica sopravvissuta del naufragio dell'astronave Sulaco sul pianeta minerario e colonia penale Fiorina 161, dove gli unici abitanti sono un gruppo di ergastolani e supervisori che vivono in un grande impianto industriale. A bordo della Sulaco ci sono però anche degli alieni che hanno infestato l'impianto. Nel gioco, a differenza del film, Ripley è pesantemente armata e deve combattere contro numerosi alieni e liberare gli abitanti, intrappolati dai nemici e sparsi per l'impianto.

## Modalità di gioco
I livelli sono ambienti labirintici, a piattaforme su più piani, con visuale di profilo e schermata a scorrimento libero in tutte le direzioni. Il giocatore controlla Ripley che può correre, saltare, accovacciarsi e sparare con varie armi. Alcune zone sono cunicoli dove la visibilità è limitata e Ripley deve procedere carponi.
A seconda del livello, l'obiettivo può essere trovare e liberare tutti i prigionieri oppure uccidere tutti gli alieni, in ogni caso bisogna infine raggiungere l'uscita prima che scada il tempo. Alcuni livelli consistono nella battaglia contro un boss.
Ci sono a disposizione quattro armi, tutte con colpi limitati ma ricaricabili raccogliendo i relativi power-up: fucile a impulsi, lanciafiamme, bombe a mano e il più potente lanciagranate. Raccogliendo le batterie si può attivare il radar che permette di individuare a distanza prigionieri e nemici.

## Accoglienza
Le valutazioni della critica dei suoi tempi furono prevalentemente discrete o buone per tutte le piattaforme sopra trattate.